# Ira Remsen
Ira Remsen (10 tháng 2 năm 1846 - 4 tháng 3 năm 1927) là một nhà hóa học cùng với Constantin Fahlberg, đã khám phá ra chất làm ngọt nhân tạo saccharin. Ông cũng là Viện trưởng thứ hai của Viện Đại học Johns Hopkins.

## Tiểu sử
Remsen sinh ra tại thành phố New York và tốt nghiệp y khoa từ Trường Đại học Bác sĩ và Phẫu thuật viêin Columbia vào năm 1867 để làm hài lòng ba mẹ ông. Sau đó, ông đã chuyển tới Đức để theo học hóa học - niềm đam mê thật sự của ông. Ông được nhận học vị tiến sĩ từ Đại học Georg-August thuộc Göttingen vào năm 1870. Năm 1875, sau khi nghiên cứu hóa học thuần túy tại Đại học Eberhard Karls thuộc Tübingen, Remsen quay về Hoa Kỳ và trở thành giáo sư tại Trường Đại học Williams, nơi ông viết cuốn sách nổi tiếng mang tựa đề "Hóa học Lý thuyết". Nhờ danh tiếng của cuốn sách, ông đã gây được sự chú ý của Daniel Coit Gilman và ông này đã mời ông làm việc tại Viện Đại học Johns Hopkins với tư cách nhân viên chính thức. Ông nhận lời mời, đồng thời thành lập khoa hóa học tại ngôi trường này, nơi ông điều hành một phòng thí nghiệm riêng của mình. Năm 1879 ông sáng lập Tạp chí Hóa học Hoa Kỳ và ông có vai trò biên tập trong suốt 35 năm.
Năm 1879 ông đã khám phá ra công trình lớn nhất trong sự nghiệp của mình một cách tình cờ. Khi ông ăn các cuộn bánh mì vào buổi chiều sao một ngày dài trong phòng thí nghiệm nghiên cứu các chất phát sinh có độ nhớt, ông để ý thấy rằng lúc đầu cuộn bánh mình có vị ngọt nhưng sau đó lại có vị đắng. Trong khi vợ ông lại không cảm thấy được gì lạ trong cuộn bánh, Remsen đã nếm ngón tay của ông và phát hiện ra rằng vị đắng có lẽ bắt nguồn từ một trong những hóa chất trong phòng thí nghiệm của ông. Ngày hôm sau tại phòng thí nghiệm của mình, ông nếm các hóa chất mà ông đã làm việc trong ngày hôm trước khám phá ra rằng đó là vị của sản phẩm oxy hóa của o-toluenesulfonamide mà ông nếm chiều ngày hôm trước. Ông đặt tên chất mới là saccharin và ông cùng với người cộng tác là Constantin Fahlberg công bố phát hiện này vào năm 1880. Sau đó Remsen đã giận dữ khi Fahlberg đăng ký bằng sáng chế saccharin và khẳng định ông đã tìm ra saccharin.
Năm 1901 Remsen được chỉ định làm viện trưởng Đại học Johns Hopkins, nơi ông hỗ trợ cho việc thành lập trường kỹ thuật và giúp cơ sở này trở thành một trung tâm nghiên cứu. Ông đã giới thiệu nhiều kỹ thuật của các phòng thí nghiệm ở Đức mà ông học được và viết một vài sách chuyên ngành quan trọng về hóa học. Năm 1912 ông từ chức viện trưởng và nghỉ hưu tại Carmel, California. Sau cái chết của ông, tòa nhà mới thuộc khoa hóa học được đặt theo tên của ông ở Đại học Johns Hopkins. Sau khi hỏa táng, tro của ông được đặt đằng sau một tấm bản trong phòng Remsen; và ông là người duy nhất được chôn cất trong khuôn viên trường. Theo lời đồn đại, các sinh viên chưa tốt nghiệp nếu chà vào tấm bảng vào đêm trước kỳ thi hóa học sẽ có kết quả tốt.
Ngôi nhà của ông ở Baltimore được xếp hạng là Danh sách các địa điểm lịch sử Quốc gia và được tuyên bố là Di tích lịch sử Quốc gia vào năm 1975.